# Municipio de Tlacoachistlahuaca
El municipio de Tlacoachistlahuaca  es uno de los 85 municipios que conforman el estado mexicano de Guerrero. Se ubica en la región de Costa Chica de la entidad y su cabecera es la población de Tlacoachistlahuaca.

## Geografía

### Localización y extensión
El municipio de Tlacoachistlahuaca se encuentra ubicado al sureste del estado de Guerrero, dentro de la región geoeconómica de Costa Chica; sus coordenadas geográficas 16°44´ y 17°12´ de latitud norte y los 98°29´ y 98°04´ de longitud oeste respecto del meridiano de Greenwich. Su territorio en superficie abarca 450,60 km²; lo que representa un 0.71% con respecto a la superficie territorial total del estado. Sus límites territoriales son al norte con los municipios de Alcozauca de Guerrero, Cochoapa el Grande, Metlatónoc y el estado de Oaxaca; al sur con Ometepec y parte de Xochistlahuaca; al oeste con Igualapa, Metlatónoc y Cochoapa el Grande y al este con Xochistlahuaca y el estado de Oaxaca, donde corresponde al municipio de Coicoyán de las Flores y al municipio de Santiago Juxtlahuaca.

### Orografía e hidrografía

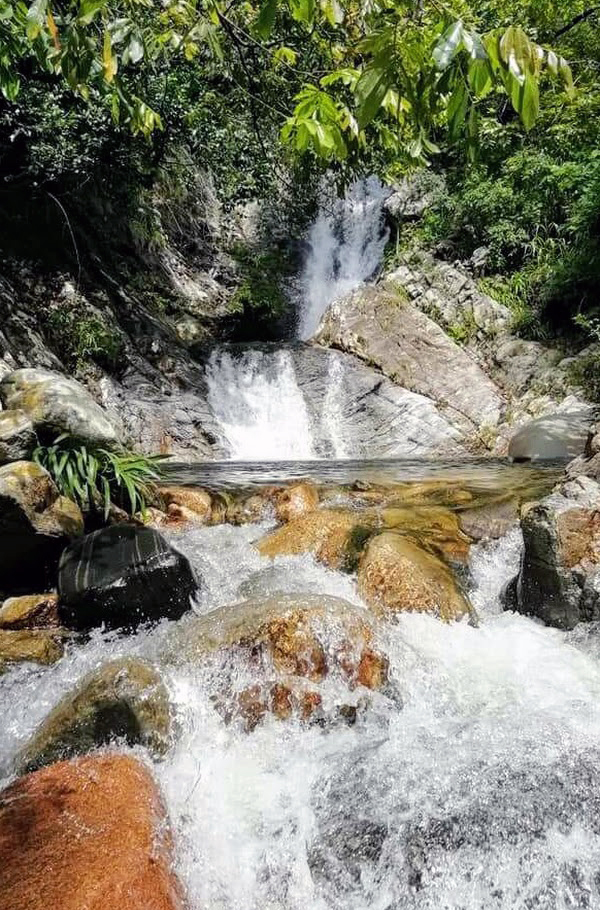
Arroyo Negra

Dentro del territorio municipal, existen elevaciones montañosas que alcanzan hasta 2000 metros sobre el nivel del mar y se ubican en la zonas poniente (límites con Metlatónoc e Igualapa) al norte-nororiente (límites con el estado de Oaxaca) y oriente (límites con el municipio de Xochistlahuaca).

Destaca la sierra de San Jerónimo con una altura de 1,500 msnm. También predominan cordilleras pequeñas como la que es formada por el lindero de Santa Cruz, la loma de la Guerra y la del Lucero —este último rodea a la población de Tlacoachistlahuaca— y algunos cerros como el del Águila, Alcapixtla, Tres Cruces, el del Chile, Cumbre Santa Cruz Yuyucani y Cumbre Campanario, entre otros. Todos estos terrenos accidentados se derivan de la unión de la Sierra Madre del Sur con la Sierra de Oaxaca, región conocida como el Nudo mixteco.

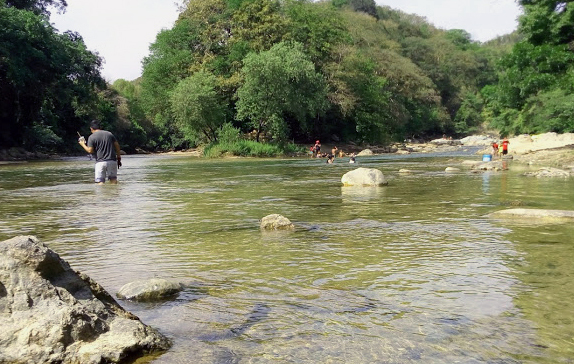
Río de Huehuetonoc.

Tlacoachistlahuaca está integrado en la región hidrológica de Costa Chica-Río Verde y como principal recurso hídrico se asienta en la cuenca del Río Ometepec o Grande.
 
Otros recursos hidrológicos de importancia son los ríos San Pedro, Cuetzala, Verdes San Martín, Las Minas y el Río de Jicayán. Este último recorre las sierras conocidas como del limón y la del campanario que finalmente llega hasta el nacimiento del río Verde y a los arroyos del Limón y Desembarcadero. Existen también otros arroyos como Palo Colgado, el Chimalpan, el Papaloapan, Coyul, el Topíce, el Huehuetonoc, Tortolita, Camotlán, el rancho Tepetate, el Teconcueya, el Fierro y Cruz Alta.

### Climatología
El municipio posee un clima de Cálido Subhúmedo con lluvias en verano, predominante en la mayor parte de su superficie, aunque en porciones del centro-norte y oriente del territorio varía a Semicálido subhúmedo con lluvias en verano. Como consecuencia de estas condiciones climatológicas y de sus accidentadas elevaciones, su temperatura media anual presenta una descenso en sus colindancias con el municipio de Metlatónoc (norte) y hacia el oriente con el municipio de Xochistlahuaca, oscilando entre los 18 a los 22 °C; por otro lado, en el resto de su territorio prevalece una temperatura más alta que va de los 22 a 26 °C., Tlacoachistlahuaca posee un régimen de lluvias muy elevado, en la zona norte del municipio se llegan a registrar precipitaciones anuales de hasta 3000 milímetros, en su zona centro-norte y en una muy pequeña parte se reduce a 2500 mm; y en la zona centro y sur del territorio con 2000 mm.
 
El municipio tiene fama de experimentar vientos fríos (provenientes de la Sierra de Guerrero) y vientos cálidos (provenientes de la costa del Pacífico).
| Parámetros climáticos promedio de Tlacoachistlahuaca, Guerrero | Parámetros climáticos promedio de Tlacoachistlahuaca, Guerrero | Parámetros climáticos promedio de Tlacoachistlahuaca, Guerrero | Parámetros climáticos promedio de Tlacoachistlahuaca, Guerrero | Parámetros climáticos promedio de Tlacoachistlahuaca, Guerrero | Parámetros climáticos promedio de Tlacoachistlahuaca, Guerrero | Parámetros climáticos promedio de Tlacoachistlahuaca, Guerrero | Parámetros climáticos promedio de Tlacoachistlahuaca, Guerrero | Parámetros climáticos promedio de Tlacoachistlahuaca, Guerrero | Parámetros climáticos promedio de Tlacoachistlahuaca, Guerrero | Parámetros climáticos promedio de Tlacoachistlahuaca, Guerrero | Parámetros climáticos promedio de Tlacoachistlahuaca, Guerrero | Parámetros climáticos promedio de Tlacoachistlahuaca, Guerrero | Parámetros climáticos promedio de Tlacoachistlahuaca, Guerrero |
| Mes                                                            | Ene.                                                           | Feb.                                                           | Mar.                                                           | Abr.                                                           | May.                                                           | Jun.                                                           | Jul.                                                           | Ago.                                                           | Sep.                                                           | Oct.                                                           | Nov.                                                           | Dic.                                                           | Anual                                                          |
| -------------------------------------------------------------- | -------------------------------------------------------------- | -------------------------------------------------------------- | -------------------------------------------------------------- | -------------------------------------------------------------- | -------------------------------------------------------------- | -------------------------------------------------------------- | -------------------------------------------------------------- | -------------------------------------------------------------- | -------------------------------------------------------------- | -------------------------------------------------------------- | -------------------------------------------------------------- | -------------------------------------------------------------- | -------------------------------------------------------------- |
| Temp. máx. abs. (°C)                                           | 31.2                                                           | 32.1                                                           | 32.5                                                           | 34.4                                                           | 35.1                                                           | 32.1                                                           | 31.2                                                           | 31.5                                                           | 32.1                                                           | 32.0                                                           | 32.4                                                           | 32.2                                                           | 35.1                                                           |
| Temp. máx. media (°C)                                          | 37.6                                                           | 35.1                                                           | 36.6                                                           | 37.5                                                           | 38.2                                                           | 37.6                                                           | 37.5                                                           | 36.4                                                           | 35.7                                                           | 35.2                                                           | 36.4                                                           | 37.2                                                           | 36.7                                                           |
| Temp. media (°C)                                               | 20.1                                                           | 20.4                                                           | 21.3                                                           | 24.7                                                           | 26.2                                                           | 25.5                                                           | 24.7                                                           | 23.6                                                           | 23.7                                                           | 24.5                                                           | 23.6                                                           | 21.3                                                           | 22.4                                                           |
| Temp. mín. media (°C)                                          | 15.0                                                           | 15.5                                                           | 16.0                                                           | 17.2                                                           | 18.3                                                           | 17.5                                                           | 18.1                                                           | 18.0                                                           | 18.0                                                           | 18.3                                                           | 17.5                                                           | 18.2                                                           | 17.3                                                           |
| Temp. mín. abs. (°C)                                           | 13.4                                                           | 15.2                                                           | 17.7                                                           | 18.0                                                           | 18.5                                                           | 19.0                                                           | 19.1                                                           | 19.3                                                           | 19.5                                                           | 19.8                                                           | 20.1                                                           | 19.2                                                           | 13.4                                                           |
| Precipitación total (mm)                                       | 4.1                                                            | 4.2                                                            | 2.1                                                            | 1.3                                                            | 26.2                                                           | 350.3                                                          | 293.6                                                          | 310.6                                                          | 326.2                                                          | 225.2                                                          | 14.7                                                           | 13.6                                                           | 1572.1                                                         |
| Días de precipitaciones (≥ 1 mm)                               | 0.4                                                            | 0.2                                                            | 0.1                                                            | 0.1                                                            | 3.5                                                            | 19.2                                                           | 18.1                                                           | 18.8                                                           | 19.2                                                           | 8.7                                                            | 1.1                                                            | 0.4                                                            | 89.8                                                           |
| Fuente n.º 1: Servicio Meteorológico Nacional.                 |                                                                |                                                                |                                                                |                                                                |                                                                |                                                                |                                                                |                                                                |                                                                |                                                                |                                                                |                                                                |                                                                |
| Fuente n.º 2: Climogramas-1981-2010.                           |                                                                |                                                                |                                                                |                                                                |                                                                |                                                                |                                                                |                                                                |                                                                |                                                                |                                                                |                                                                |                                                                |

### Vegetación y ecosistemas

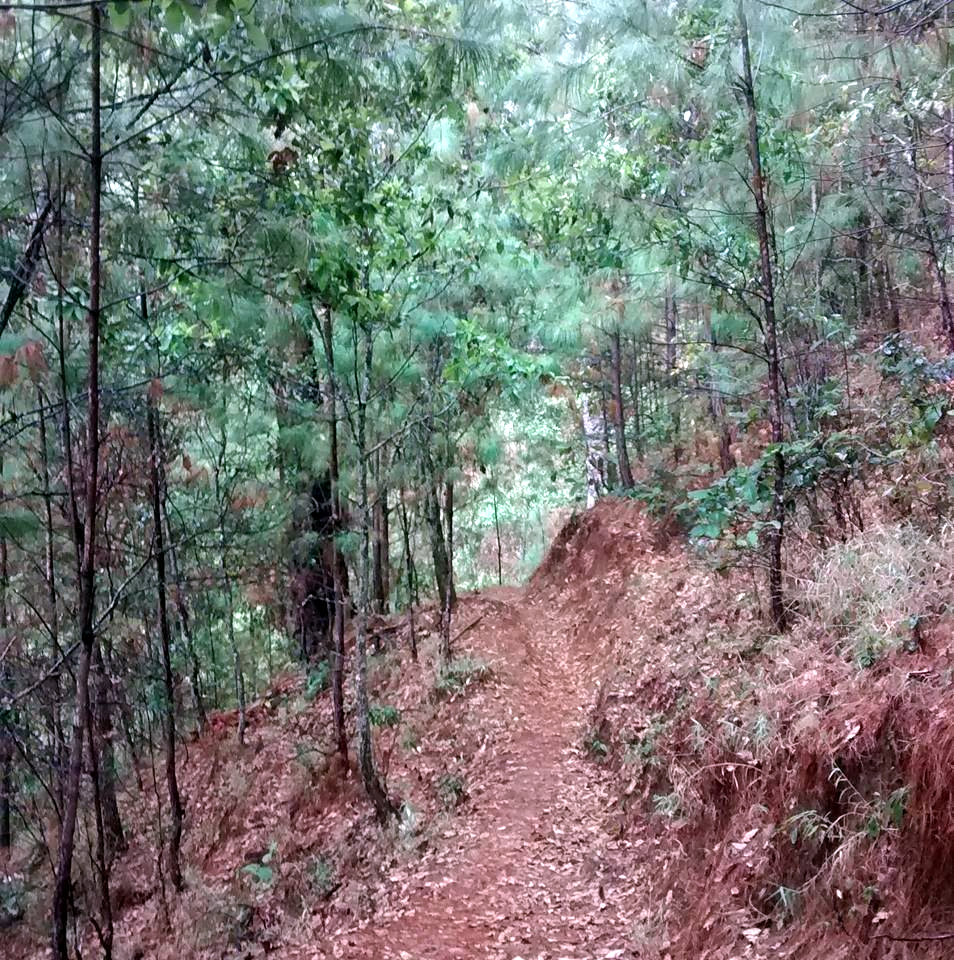
Bosques de la región de la montaña.

Dentro de los ecosistemas que pueden encontrarse en el municipio, están, en mayor parte los Bosques, que también cubren a otros municipios colindantes y se encuentran predominantes en la región de la Montaña y centrado del estado. Por otra parte, en el extremo sur del municipio se encuentra la Selva Baja Caducifolia, muy abundante en la región de la Costa Chica. Aunado a estos dos tipos de flora, existe una gran diversidad flores como la rosa de Castilla, el tulipán, la flor de Navidad, la flor bailadora, el cempasúchil. También se dan los árboles medicinales con zarzaparrilla, fresno, la flor de saúco, cáscara de quina blanca, yerba santa. Debido a la gran abundancia de bosques, sobresale la producción de madera como encino, ocote, pino en distintas variedades, tepehuaje, morrillo, carrizuelo, cahuayehue, tlanchicón, nanche, capulín, margarita, parota, cacho borrego.
Por otra parte, la fauna de Tlacoachistlahuaca se compone por diversas especies como el Armadillo, iguana, tortuga, paloma comilera, chachalaca, venado, perico, guacamaya, zanate, tlacuache, zorro, zorrillo, tusa, tigre, onza, víbora de cascabel, coralillo, mazacuata (Boa constrictor) .

### Contaminación
El municipio sufre los mismos problemas ambientales que el resto de la región, derivados del exceso de fuentes de contaminación y una formación geográfica que impide que estas sustancias salgan del municipio. Entre los factores que influyen el exceso de contaminantes se consideran la sobrepoblación, la poca cultura del reciclaje, el poco tratamiento que se le da a la basura, a los agroquímicos que se desprenden de la aplicación a los cultivos. En fin todos estos contaminantes van a parar a los ríos y bosques, luego generan problemas de salud a la población.

## Demografía

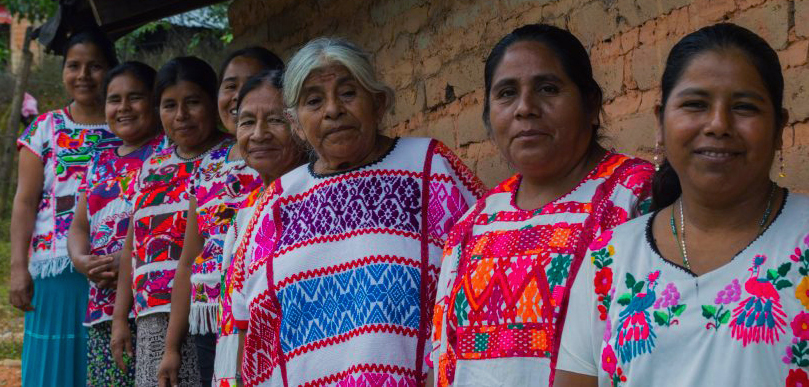
Mujeres Ñuu Savi (mixtecas) del poblado de Capulín

Según el Conteo de Población y Vivienda que realizó el Instituto Nacional de Estadística y Geografía (INEGI) en el año 2010, el municipio de Tlacoachistlahuaca contaba hasta entonces con un total de 21 306 habitantes, de dicha cantidad, 10 191 eran hombres y 11 115 eran mujeres. El municipio tiene un total de 195 localidades incluida la cabecera municipal, de ellas, solo la cabecera municipal supera los 2500 habitantes.

### Localidades
En el censo de 2020 el municipio de Tlacoachistlahuaca contaba con 43 localidades.
| Código INEGI      | Localidad           | Población (2020) |
| ----------------- | ------------------- | ---------------- |
| 120620001         | Tlacoachistlahuaca  | 5 033            |
| 120620007         | Huehuetónoc         | 2 012            |
| 120620008         | Jicayán de Tovar    | 1 484            |
| 120620011         | Rancho Viejo        | 1 425            |
| 120620012         | San Cristóbal       | 1 373            |
| 120620018         | Santa Cruz Yucucani | 1 371            |
| 120620017         | San Pedro Cuitlapan | 1 356            |
| Otras localidades | Otras localidades   | 8 727            |
| Total municipal   | Total municipal     | 22 781           |

## Política y gobierno
El gobierno del municipio de Tlacoachistlahuaca es conformado por un ayuntamiento, éste se encarga de la administración municipal. El ayuntamiento está compuesto por un presidente municipal, de un cabildo que a su vez es conformado por un síndico procurador, tres regidores de mayoría relativa y dos más por representación proporcional. Todos sus integrantes son electos democráticamente mediante una planilla única para un periodo de tres años no renovables para el periodo inmediato por los pobladores que residen en el territorio municipal; las elecciones se celebran el primer domingo del mes de octubre y el ayuntamiento entra a ejercer su cargo el día 1 de enero del año de posterior a la elección. Actualmente el municipio es gobernado por la C. Yareth Saraí Pineda Arce, del Partido de la Revolución Democrática ; luego de haber triunfado en las elecciones estatales de 2021.

### Cronología de presidentes municipales
| Presidente municipal               | Periodo   | Partido                          |
| Rubén Chávez López                 | 1966-1968 |                                  |
| Cristóbal Sierra López             | 1969-1971 |                                  |
| Epigmenio Barajas Grandeño         | 1972-1974 |                                  |
| Manuel Moctezuma Ramos             | 1975-1977 |                                  |
| Francisco Crispin González         | 1978-1980 |                                  |
| Angel Adrián Grandeño Ramos        | 1984-1986 |                                  |
| Celio Zepeda López                 | 1987-1989 |                                  |
| Jose Luis Lopez Coronado           | 1990-1993 |                                  |
| Amando Ramos Brito                 | 1993-1996 |                                  |
| Arnulfo Grandeño López             | 1996-1999 |                                  |
| Francisco Javier Carmona Dimas     | 1999-2002 |                                  |
| Rey Hernández García               | 2002-2005 |                                  |
| Eloy Salmerón Díaz                 | 2005-2008 |                                  |
| Osvaldo Sócrates Salmerón Guerrero | 2009-2012 | Nueva Alianza (Partido Político) |
| Amando Ramos Brito                 | 2012-2015 |                                  |
| Juan Javier Carmona Villavicencio  | 2015-2018 | Partido del Trabajo              |
| Basilio Florentino Díaz            | 2018-2021 |                                  |

### Administración municipal
El H. Ayuntamiento Municipal Constitucional de Tlacoachistlahuaca cuenta con la siguiente dirección, Calle Independencia y Calle Agustín De Iturbide Colonia Centro, C.P 41740.
La administración pública del Municipio de Tlacoachistlahuaca Guerrero se compone de la siguiente estructura:
- H. Ayuntamiento de Tlacoachistlahuaca. Se compone esta de un Presidente Municipal que representa el Ayuntamiento, un síndico. Todos ellos en forma conjunta representan al Ayuntamiento, máxima autoridad del Municipio.
- Secretaria Técnica.
- Unidad de Transparencia. Es la encargada de dar Rendición de Cuentas y Acceso a Información a la Ciudadanía. Auxiliada por tres Departamentos, el del Módulo de Información, así como el de Enlace con todas las Áreas y el de Inconformidades.
- Sistema Municipal para el Desarrollo Integral y de la Familia (DIF). Cuenta con su propia Tesorería y Contraloría Interna, la Procuraduría de la Defensa del Menor y de la Familia, Servicios Médicos, Alimentación y Nutrición Familiar, Atención a grupos Vulnerables, Atención Integral a la Familia y Administración. Asimismo existen dos Coordinaciones, que son la de Giras y Eventos.
- Sistema de Agua Potable, Alcantarillado y Saneamiento del municipio de Tlacoachistlahuaca. Lo encabeza un Director General que se auxilia de Coordinadores, la Institucional y la Jurídica; así como también de departamentos instalados en las diferentes poblaciones que componen el municipio.
- Dirección de Administración.
- Contraloría Interna Municipal. Con sus respectivas cuatro Subcontralorías, dos de ellas dedicadas a la Auditoría, una a Responsabilidades y otra Social.
- Secretaría del Ayuntamiento.

cuenta con las siguientes:
Junta Municipal de Reclutamiento
Coordinación de Oficialías Conciliadoras y Calificadoras.
Archivo Municipal.
Coordinación de Registros Civiles.
Oficialía de Partes
Patrimonio Municipal
- Tesorería Municipal. Auxiliado de tres subdirecciones, Ingresos, Egresos y Ejecución Fiscal.
- Dirección General de Seguridad Ciudadana y Vial.
- Dirección General de Servicios Públicos.
- Dirección General de Desarrollo Social y Humanos.
- Dirección de Protección Civil.
- Dirección Jurídica y Consultiva.
- Dirección de Gobierno.
- Dirección de Desarrollo Económico.
- Dirección de Verificación y Normatividad.
- Dirección de Desarrollo Urbano y Medio Ambiente.
- Dirección de Obras Públicas.
- Dirección de Educación, Cultura y Deporte. Auxiliado de la Coordinación del deporte, así como de las subdirecciones de Cultura y Educación.
- Dirección de comunicación social.
- Coordinación de Transporte y Vialidad.
- Coordinación Municipal del Instituto de la Mujer.
- Coordinación del Instituto de la Juventud.
- Defensoría Municipal de Derechos Humanos. Auxiliado por los Departamentos, el de promoción, protección y Divulgación de Derechos Humanos.

### Representación legislativa
Para la elección de los diputados locales al Congreso de Guerrero y de los diputados federales a la Cámara de Diputados de México, Tlacoachistlahuaca se encuentra integrado en los siguientes distritos electorales:
Local
- VI Distrito Electoral Local de Guerrero con cabecera en la ciudad de Ometepec.[16]

Federal
- V Distrito Electoral Federal de Guerrero con cabecera en la ciudad de Tlapa de Comonfort.[17]

## Economía

### Pobreza
La pobreza del municipio es crítica, de acuerdo al Censo del año 2010 el grado de marginación del municipio es: Muy Alto, con un 60.38%. De igual forma el grado de rezago del municipio se encuentra en la categoría: Muy Alto. Entre otros factores que provocan la pobreza en el municipio es el analfabetismo, la falta de oportunidad, la falta de fuente de trabajo, la poca atención del estado y el abandono total de las comunidades indígenas que son las más afectadas. Como resultado, una población de 13,273 habitantes en pobreza extrema en su mayoría mujeres que son las más afectadas, dando un porcentaje de población en pobreza extrema de 66.56%.

Según el Informe de Desarrollo Humano Municipal 2010-2015, los municipios con menor Índice de Desarrollo Humano se encuentran en Oaxaca, Chiapas, Chihuahua, Veracruz y Jalisco. El IDH estudiado por el (PNUD) Programa de las Naciones Unidas para el Desarrollo de la ONU, “estima valores que van de 0 a 1, donde un valor más cercano a uno indica mayor desarrollo humano". Donde el municipio de Tlacoachistlahuaca tiene el IDH de 0.542; años promedio de escolaridad es de 3.1; años esperados de escolarización es de 10.9; tasa de mortalidad infantil es de 42.4; índice de educación es de 0.408; índice de salud es de 0.655; el número de posición dentro del IDH en 2015 es de 2341. Siendo el municipio de Cochoapa el Grande el último, en la posición 2445, con un IDH de 0.420.

### Agricultura
Al ser Tlacoachistlahuaca un municipio rural, cuenta con tierras cultivables. Sin embargo, existen núcleos agrícolas y organizaciones agrarias que poseen tierras en las que se siembra principalmente el maíz, frijol, flor de jamaica, ajonjolí y caña de azúcar; Las tierras cultivables se encuentran en la parte baja del municipio, mientras que en la parte alta, la parte de la montaña, el tipo de suelo no es apto para cultivo, en la montaña, la gente se dedica más a la venta de madera y al ganado.

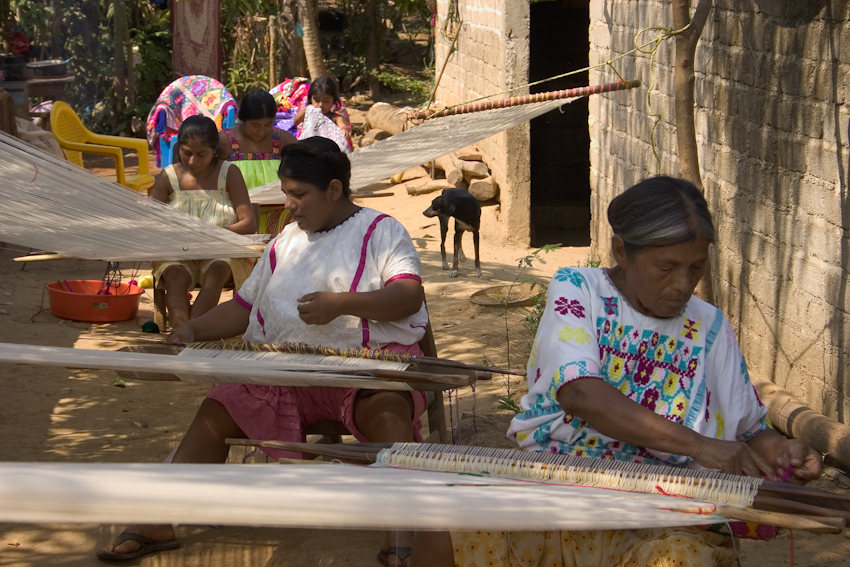
Mujeres de Tlacoachistlahuaca trabajando en telar de cintura.

Por otro lado, las mujeres son las que se dedican a la artesanía, ya que de aquí obtienen sus fuentes de ingresos. Por ejemplo, el telar de cintura que es a la que se dedica la mayoría de las amuzgas del poblado de Huehuetonoc y de Tlacoachistlahuaca, mientras que en la localidad de San Cristóbal las mujeres se dedican al barro, ellas se dedican hacer comales, cántaros, ollas, etc, etc.

## Educación
El municipio de Tlacoachistlahuaca no cuenta con centros de educación superior, esto debido a la cantidad de habitantes que posee, el grado escolar máximo dentro del municipio es el bachillerato.

### Bachillerato

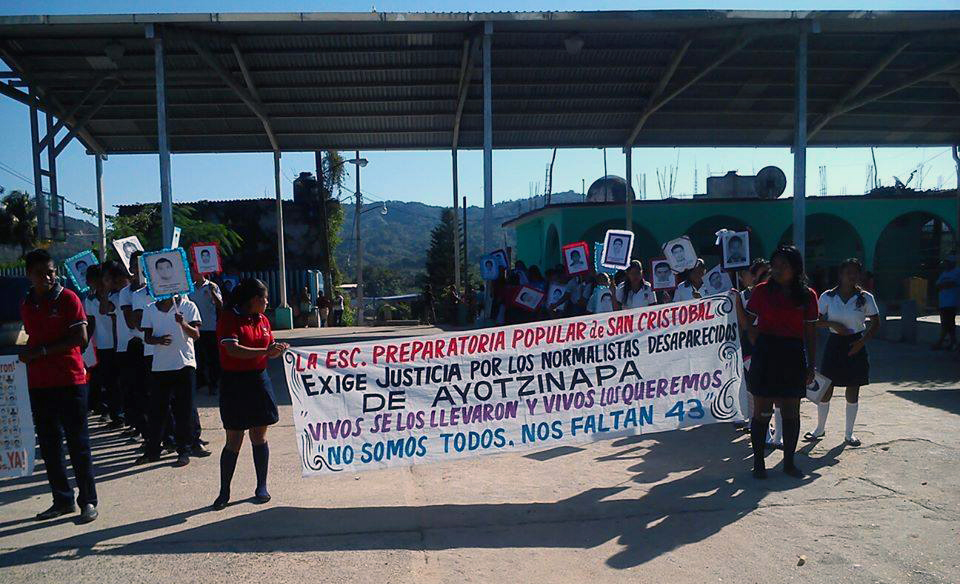
Prepa Popular de San Cristóbal.

- Escuela Preparatoria, de Tlacoachistlahuaca dependiente de la Universidad Autónoma de Guerrero con dirección: Calle Benito Juárez, Barrio El Calvario, C.P 41740.
- Escuela Preparatoria Popular de San Cristóbal.
- (EMSAD 011) Centro de Educación Media Superior a Distancia No.011 de San Pedro Cuitlapan. Con dirección: Km. 1 carretera federal San Pedro Cuitlapan-Metlatonoc,C.P 41760.
- Colegio De Bachilleres por Cooperación Plantel Tlacoachistlahuaca con dirección: Calle Roble 2, C.P 41740.
- Telebachillerato Comunitario Num 113, Localidad: San Cristóbal.

### Secundaria
- Escuela Secundaria Técnica "Juan del Carmen" No.97 con dirección: Calle Agustín Melgar s/n, Barrio Del Panteón, C.P. 41740.
- Escuela Secundaria Técnica "Jaime Torres Bodet", Carretera Salida A Tlacoachistlahuaca s/n. Localidad: Huehuetonoc, Tlacoachistlahuaca, Gro; C.P. 41740.

### Primaria
- Primaria Bilingüe Independencia, dependiente de la SEP con dirección: ProlongaciÓn Lázaro Cárdenas y Calle Agustín Melgar Colonia Centro, C.P 41740.
- Primaria Bilingüe Justo Sierra, dependiente de la SEP con dirección: en Calle Cuitláhuac, San Pedro, C.P 41740.
- Primaria González Davila, dependiente de la SEP con dirección: en Calle Lázaro Cárdenas, Barrio Del Campo, C.P 41740.
- Escuela Primaria Agustín Melgar, dependiente de la SEP con dirección: calle 5 De Mayo Colonia Centro, C.P 41740.
- Escuela Primaria Bilingüe Emiliano Zapata; dependiente de la SEP, localidad Santa Cruz Yucucani,
- Escuela Primaria 5 De Mayo; dependiente de la SEP Localidad Huehuetonoc.

### Preescolar
- Jardín de niño Octavio Paz, dependiente de la SEP con dirección: Calle Cuitláhuac y Calle Cuitláhuac Colonia San Pedro, C.P 41740.
- Jardín de niño Independencia, dependiente de la SEP dirección: Calle Ninguno y Calle AgustÍn Melgar Colonia Centro, C.P 41740.
- Jardín de niño Juan Ruíz de Alarcón, dependiente de la SEP con dirección: Calle Ninguno y Calle Benito Juárez Barrio Del Calvario, C.P 41740.
- Jardín de niños María Montesori, dependiente de la SEP con dirección: calle 5 De Mayo, Barrio Tancón, C.P 41740.
- Jardín de niños Voltaire, dependiente de la SEP con dirección en Calle Independencia y Calle Miguel Hidalgo, Colonia Centro, C.P 41740.
- Jardín de niños Nueva Era, dependiente de la SEP con dirección: Calle Abasolo y Calle Agustín Melgar, Barrio El Panteón, C.P 41740.

De la misma forma, el municipio cuenta en su cabecera municipal.
- PLAZA COMUNITARIA, de Tlacoachistlahuaca con dirección en Calle Colosio y Calle Independencia Barrio El Tancón, C.P 41740 dedicada a Escuelas Del Sector Público Que Combinan Diversos Niveles De Educación.
- ALBERGUE REVOLUCION SOCIAL, de Tlacoachistlahuaca dependiete del CENTRO DE DESARROLLO INDÍGENA con dirección en ProlongaciÓn Lázaro Cárdenas y Calle Agustín Melgar, C.P 41740 dedicada a Orfanatos Y Otras Residencias De Asistencia Social Del Sector Público.
- ALBERGUE SAN ANTONIO, de Tlacoachistlahuaca con dirección en Calle CuitlÁhuac y Calle Ninguno Colonia Llano San Pedro, C.P 41740 dedicada a Orfanatos Y Otras Residencias De Asistencia Social Del Sector Privado.

También cuenta con una biblioteca pública municipal dependiente del H. Ayuntamiento Municipal Constitucional Tlacoachistlahuaca Guerrero, con dirección en Calle Revolución y Calle Morelos Colonia Centro, C.P 41740.

## Deportivos y parques

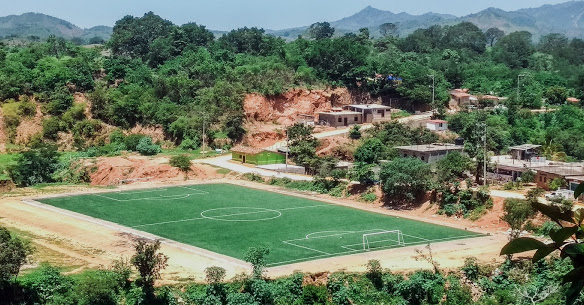
Campo Deportivo Las Brisas

La ciudadanía puede practicar: futbol, basquetbol, voleibol, clases de zumba, clases de karate, talleres de danza, talleres de pintura, cerámica, juegos de mesa, presentaciones didácticas y educativas.
Los deportivos y parques de la localidad son los siguientes:
- Una Unidad Deportiva de Tlacoachistlahuaca, que cuenta con una cancha de fútbol rápido, otra de basquetbol, vestidores, sanitarios.[22]
- Campo de Fútbol, de Tlacoachistlahuaca dependiente del H. Ayuntamiento Municipal con dirección: Calle Lázaro Cárdenas, Barrio Del Campo, C.P 41740.
- Campo de Fútbol, de Tlacoachistlahuaca dependiente del H. Ayuntamiento Municipal con dirección: Calle Lazaro Cárdenas, Barrio Las Brisas, C.P 41740.
- Cancha Pública, de Tlacoachistlahuaca dependiente del H. Ayuntamiento Municipal con dirección: Calle Independencia, Col. Centro, C.P 41740.

De la misma forma, cada escuela, cada pueblo y ranchería del municipio cuenta con una cancha pública y su campo de futbol.

## Conmemoraciones cívicas
Existen ocho principales fechas cívicas en que los habitantes del municipio celebran hechos históricos, tanto nacionales, estatales o locales:
- 5 de febrero, aniversario de la Constitución de 1917;
- 11 de mayo, aniversario de la erección del municipio de Tlacoachistlahuaca;
- 15 y 16 de septiembre, conmemoración del Grito de Independencia y aniversario del inicio de la guerra de independencia de México;
- 27 de octubre, aniversario de la erección del Estado de Guerrero;
- 20 de noviembre, aniversario del inicio de la Revolución Mexicana;

## Equipamiento e infraestructura urbana

### Tlacoachistlahuaca, Cabecera Municipal
Tlacoachistlahuaca además de ser cabecera municipal, es la entrada principal al municipio, tanto turístico como comercial. El Pueblo de Tlacoachis tiene sus límites aproximados al norte con la comunidad de Las Minas, al sur con la comunidad de Zacualpan y Barranca Honda, municipio de Ometepec, al Oriente con el pueblo de Xochistlahuaca, mientras que en el poniente con la comunidad de Rancho Cuananchinicha. En el centro de Tlacoachistlahuaca se encuentra el Zócalo y el kiosco del pueblo de Tlacoachistlahuaca, donde cada fin de semana puedes encontrar diversas actividades o entretenimientos: músicos, ferias de artículos diversos, gastronómicos, etc., el palacio municipal de Tlacoachistlahuaca, la antigua y central iglesia del pueblo, así como el Mercado Municipal del pueblo,donde se puede encontrar venta de comida, papelería, venta de frutas y legumbres, carnicería, etc,.

### Vialidad
La entrada al municipio desde la capital se hace a través de la Carretera Federal 200 por la ciudad de Ometepec, luego tomar la carretera Ometepec-Tlacoachistlahuaca, Cumbres de Barranca Honda, Barranca Honda, Tres Cruces. Aunque la vieja entrada al municipio aún es vigente y se sigue usando; Ometepec, Villa Hidalgo, La Soledad, Santa María, San Cristóbal, Rancho Cuananchinicha.
Mientras la comunicación con el Municipio de Xochistlahuaca, es a través de la carretera Tlacoachistlahuaca-Xochistlahuaca, Tres Cruces, Zacualpan Xochistlahuaca. Aunque todavía se usa la carretera en terracería Tlacoachistlahuaca- Xochistlahuaca.
El territorio de Tlacoachistlahuaca es una puerta que une la Costa con la Montaña, ya que es unos de los municipios que une el Estado, con otros Estados del país, como lo son Puebla y Oaxaca; esto gracias a la carretera Tlacoachistlahuaca-Metlatonoc, inaugurado en el año 2012 por el presidente Felipe Calderón Hinojosa. La cual une a varios pueblos del municipio, facilitando el tránsito en menos tiempo posible, de lo que era antes.

### Movilidad transporte público
La movilidad en el municipio se hace en taxis de pasajeros, en combi, así como en autos particulares, en la parte alta de la montaña aún se usa camionetas de redilas. El tiempo de espera de Tlacoachistlahuaca-Ometepec es de 20-30 min. aprox. con una duración de viaje de 30-40 min. Mientras que, para el traslado para los demás poblados, el tiempo de espera es de 1 hora aprox.

### Sector Salud

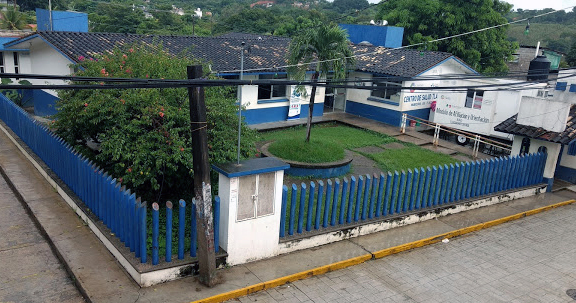
Centro de salud del municipio

En el municipio, como el resto del Estado la atención a la salud es precaria. El municipio solo cuenta con un Centro de Salud en la Cabecera municipal, abierto las 24 hrs. del día para la atención de 21,306 habitantes. Aunque cada comunidad tiene su propio centro de salud, pero con escasez de medicamentos y por lo regular siempre cerrado, las comunidades más apartadas cuentan con una casa de salud, la cual consiste en rentar una casa particular para atender a los pacientes cada vez que hay visita de parte del personal de salubridad o cuando hay algún programa de vacunación.
Dentro del municipio hay clínicas particulares para atención médica, así como farmacias para adquirir medicamentos, ya para problemas mayores, todo paciente tiene que trasladarse al Hospital General de Ometepec para una atención médica especializada, o en su defecto hasta el puerto de Acapulco.[cita requerida]

## Tradiciones y costumbres

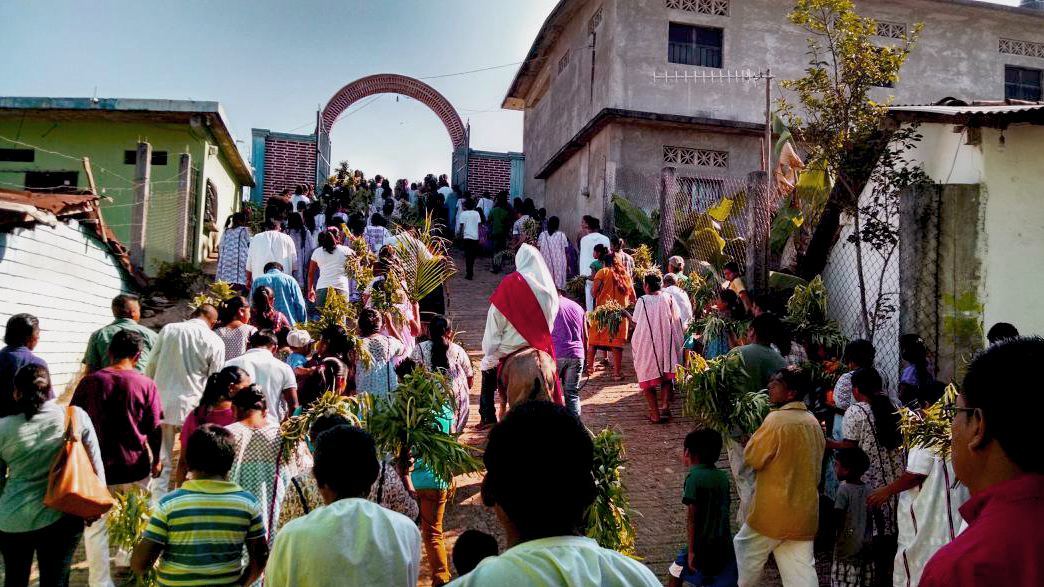
Procesión durante la fiesta del pueblo de Huehuetónoc, Gro.

El municipio de Tlacoachistlahuaca está conformado por 17 pueblos:
1. Tlacoachistlahuaca
2. Huehuetónoc
3. Rancho Cuananchinincha
4. Rancho Viejo
5. Jicayán de Tovar
6. San Cristóbal
7. Santa Cruz Yucucani
8. San Pedro Cuitlapan

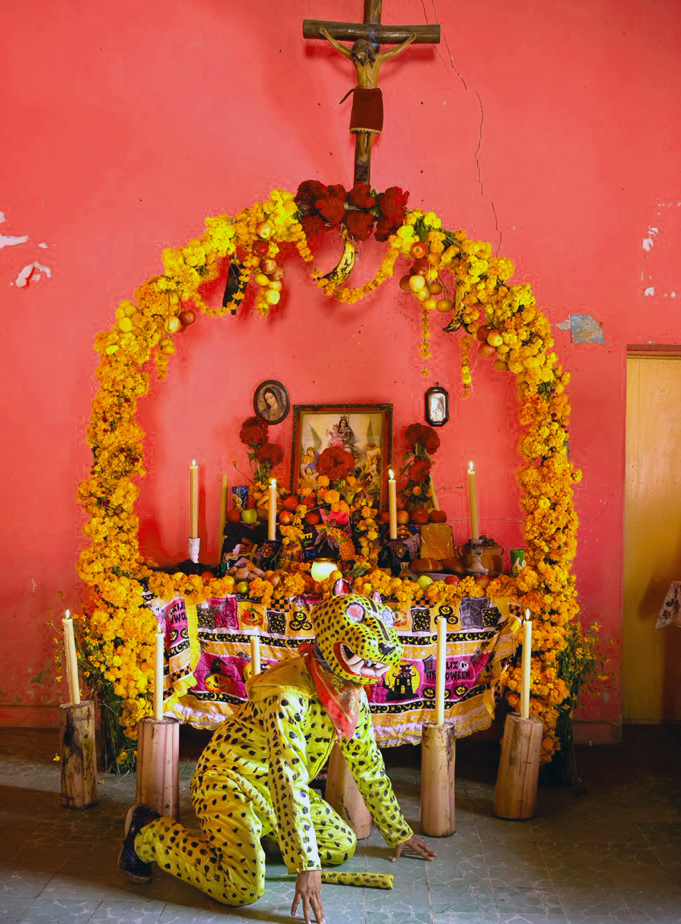
Altar de muertos

Se puede decir que Tlacoachistlauaca es el pueblo con más festividad del municipio.
- 1 de enero, el año nuevo, en Tlacoachistlahuaca.
- 2 de febrero, es la fiesta en honor a la Virgen de la Candelaria, es la fiesta anual y la más importante en Rancho Cuananchinicha.
- Martes de Carnaval, un día antes de Miércoles de Ceniza, es el inicio de cuaresma, fiesta en Tlacoachistlahuaca.
- Primer Viernes de Cuaresma, es la fiesta en honor al Señor del Perdón, es la fiesta anual y la más importante en Huehuetónoc.
- Semana Santa, fiesta importante en el municipio, sobre todo en Tlacoachistlahuaca.
- 3 de mayo, fiesta de la Santa Cruz, es la fiesta anual y la más importante en Santa Cruz Yucacani.
- 29 de junio, fiesta en honor a San Pedro, es la fiesta anual y la más importante en San Pedro Cuitlapan.
- 25 de julio, fiesta en honor a Santiago Apóstol, es una de las fiestas más importante en Tlacoachistlahuaca y en Rancho Cuananchinicha.
- 25 de julio, feria anual en honor del santo patrono San Cristóbal, en San Cristóbal.
- 01 y 2 de noviembre, Día de Muertos, festividad muy importante en la región.
- 27 de noviembre, Paseo del Pendón Tlacoachistlahuaca, es el inicio de festividades del pueblo.[24]
- 8 de diciembre, es la fiesta más importante del municipio y de la región, se festeja la Virgen de la Inmaculada Concepción, en Tlacoachistlahuaca.
- 12 de diciembre, fiesta en honor a la Virgen de Guadalupe, y octava de la fiesta del pueblo, en Tlacoachistlahuaca.
- 25 de diciembre, se celebra la Navidad, en Tlacoachistlahuaca.

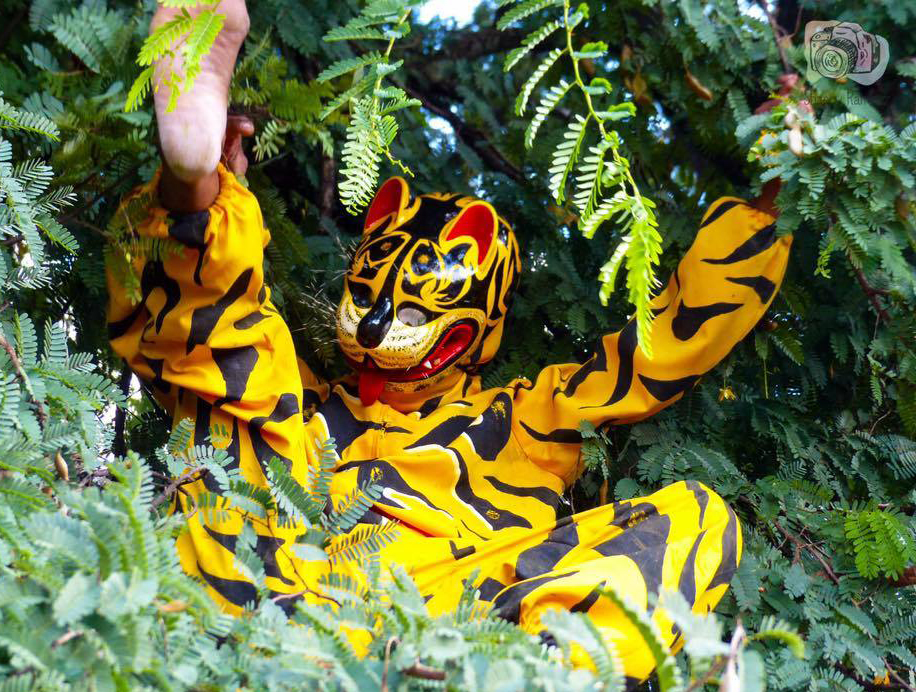
Danza del tigre

Las fiestas incluyen bailes populares, jaripeos, peleas de gallos, carreras de caballos, juegos mecánicos y pirotécnicos, actividades deportivas y culturales. Cabe destacar que en algunas de estas festividades los pobladores adornan las calles principales en ellas haces diseños esculturales de flores y adornos coloridos, las fiestas son animadas con bandas de viento que tocan todo el día y toda la noche.
Es bueno saber las fechas en las que son celebradas las majestuosas fiestas pueblerinas del municipio, ya que muy poca gente conoce la importancia de guardar las tradiciones de los pueblos, las tradiciones son parte del espíritu de un pueblo, y que si dejamos que se pierdan es como dejar que se vayan muriendo poco a poco y solo quedaran en los recuerdos, dejaríamos sin nada de herencia a nuestros hijos solo eso será, Un recuerdo. Qué vivan las tradiciones y costumbres.

## Artesanías y Gastronomía

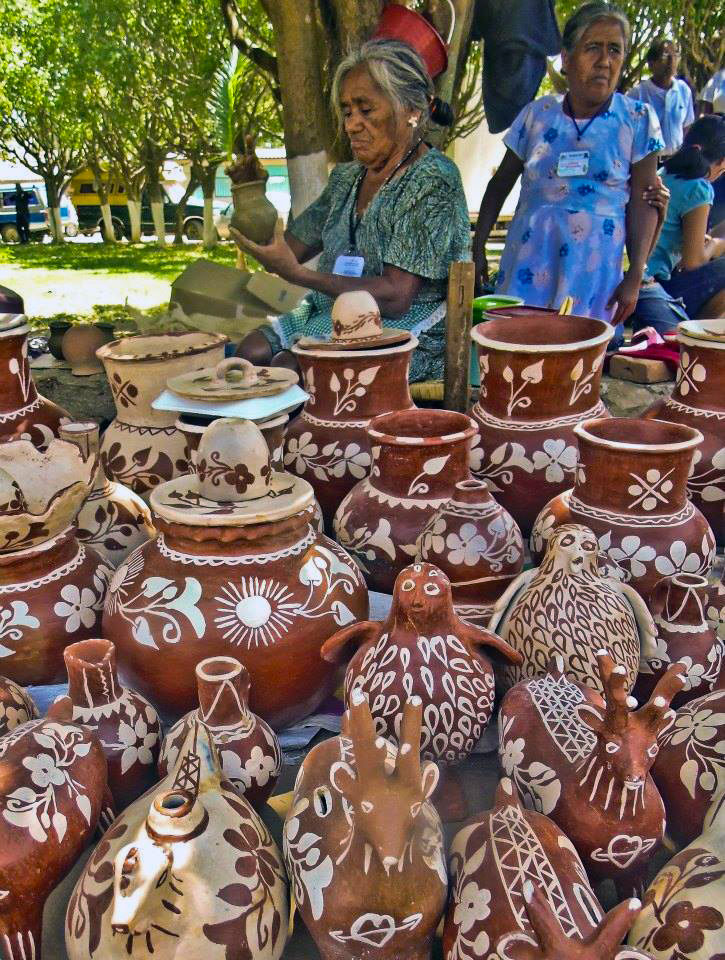
Mujeres de San Cristóbal vendiendo ollas de barro.

Las artesanías y los artículos que se elaboran son de consumo local; artículos que se destacan son los bozales y bozalillos para ganado, morrales, mecates de ixtle que se elaboran en la localidad de Rancho Cuananchinicha, de la misma forma la elaboración de reatas, redes y hamacas; coas y vainas para machetes. Sobresale la elaboración de huipiles, servilletas y manteles, que tejen las mujeres amuzgas de las localidades de Tlacoachistlahuaca y de Huehuetonoc considerados como los mejores del estado, las mujeres de San Cristóbal trabajan el barro y hacen ollas, tinajas, comales, cántaros.
Dentro de la gastronomía podemos encontrar la elaboración de barbacoa de chivo, de res o de pollo; mole de pollo y de guajolote; caldo de res, de pescado y camarón, caldo de iguana. Las bebidas tradicionales son el aguardiente, la chicha, el atole de piña, de champurrado, atole blanco y de arroz; aguas frescas de limón, naranja, coco, de arroz y el tradicional Chilate, que es una bebida hecho a base de cacao, arroz y canela.

## Ubicación geográfica
| Noroeste: Cochoapa el Grande Metlatónoc | Norte: Alcozauca de Guerrero Metlatónoc Oaxaca | Nordeste: Municipio de Coicoyán de las Flores Oaxaca   |
| Oeste: Cochoapa el Grande Igualapa      |                                                | Este: Municipio de Santiago Juxtlahuaca Xochistlahuaca |
| Suroeste: Igualapa Ometepec             | Sur: Ometepec                                  | Sureste: Xochistlahuaca                                |